# Norma Fontenla
Norma Fontenla (28 de junio de 1930-10 de octubre de 1971) fue una prima ballerina de ballet argentina fallecida trágicamente en un accidente aéreo. Perteneció al Ballet Estable del Teatro Colón siendo contemporánea de otras importantes colegas como Olga Ferri, Esmeralda Agoglia, Maria Ruanova y Violeta Janeiro.

## Historia
Comenzó sus estudios en el Conservatorio Nacional de Música y Arte Escénico, y posteriormente en la Escuela de Baile del Teatro Colón, ambos en la Ciudad de Buenos Aires, República Argentina. Sus excepcionales condiciones la convirtieron primera bailarina del cuerpo de ballet estable del Teatro Colón. En su trayectoria recibió los conocimientos de coreógrafos de fama mundial siendo considerada etoile (estrella) por sus admiradores y público internacional. 
Actuó en el Ballet de Río de Janeiro, Brasil, y con dicho cuerpo de baile efectuó una importante gira por Europa incluyendo espectáculos en teatros y presentaciones en televisión. 
En el papel de primera bailarina del Colón cumplió con éxito notable, varias presentaciones en distintas ciudades europeas. 
Un gran aporte a su carrera y trayectoria fue el haber acompañado, en 1967, a la famosa pareja de Margot Fonteyn y Rudolf Nuréyev en el ballet Giselle. 
También fue destacable su participación, durante 1968, en el Festival Mundial de la Danza de París, donde obtuvo el premio a La mejor bailarina argentina, que le fuera otorgado por la revista especializada "Opus".
En 1969 y como artista invitada inauguró la temporada oficial del Teatro Municipal de Santiago de Chile, donde recibió calurosos aplausos del público. Durante el año siguiente y al frente de un ballet de cámara, hizo numerosas giras por el interior de la República Argentina. 
En 1971 Rudolf Nuréyev la eligió para compartir en el Teatro Colón los papeles principales en "Cascanueces", de Tchaikowsky, lo que nos muestra las excepcionales condiciones de Norma Fontenla, al haber sido invitada por una de las máximas figuras del ballet mundial, como lo era Nureyev. 
Posteriormente efectuó exitosos espectáculos de danza y presentaciones por televisión, junto con Rudolf Nuréyev y José Neglia. 
Con su compañero José Neglia, bailarín principal del Teatro Colón, se esforzaron para lograr hacer llegar la danza clásica a altos niveles de popularidad en su país.

## Tragedia
Cuando, por razones artísticas, iniciaba un viaje a Trelew para una presentación en el Teatro Español de dicha ciudad, se trasladaba en avión, junto al cuerpo estable de baile del Teatro Colón, la aeronave se precipitó a las aguas del Río de la Plata por fallas en uno de sus motores, ocasionando la pérdida de su vida y la de todos sus compañeros (tampoco hubo sobrevivientes entre acompañantes y tripulación). Hecho acaecido el 10 de octubre de 1971, razón por la cual, en Argentina, se instituye esa fecha para conmemorar el Día Nacional de la Danza.
Fallecen junto a ella los siguientes integrantes del cuerpo de ballet del Teatro Colón: José Neglia (primer bailarín), Antonio Zambrana, Carlos Santamarina, Carlos Schiaffino, Margarita Fernández, Martha Raspanti, Rubén Estanga y Sara Bochkovsky.

## Homenaje en Plaza Lavalle
A escasos metros de la esquina de las calles Tucumán y Libertad y en cercanías del propio Teatro Colón (Plaza Lavalle), se puede contemplar la Fuente de los Bailarines, el monumento que evoca la memoria de todos los mártires de esta tragedia, de profundo dolor y lamentable pérdida para la cultura argentina. La escultura pertenece a Carlos de la Cárcova y representa a los bailarines Norma Fontenla y José Neglia; y a su vez, la fuente decorativa, pertenece a la creación del arquitecto Ezequiel Cerrato. La misma escultura desapareció hace aproximadamente dos años, diciendo las autoridades que se lesionó un pie de una de ellas y jamás volvió a aparecer. Esta desaparición coincidió con reclamos jubilatorios de la bailarina Eleonora Cassano y otras primeras figuras del Teatro Colón hoy perteneciente al Gobierno de la ciudad de Buenos Aires.

## Reconocimientos
Una calle de la ciudad de Neuquén, provincia homónima, lleva su nombre.
El Consejo Deliberante de la Ciudad de Neuquén, por medio del artículo 1 de la Ordenanza N° 11.867 del 19 de agosto de 2010, considerando la extensa trayectoria internacional, y su triste deceso en un accidente aéreo por el que se conmemora el Día Nacional de la Danza en Argentina, el 10 de octubre, designó el nombre de Norma Fontenla, a una calle de la zona norte de la ciudad.
Esto fue posible gracias a la aprobación del proyecto que en septiembre de 2009, elevara a dicho Consejo por medio de la Comisión Vecinal, un ciudadano, en ocasión de buscar nombres de mujeres argentinas distinguidas en sus áreas.
En dicho proyecto, se incluyó también (y fue aprobado) el nombre de la igualmente reconocida la primera bailarina, maestra, repositora y directora del cuerpo de baile del Teatro Colón de Buenos Aires, Esmeralda Agoglia, para designar a otra calle del mismo barrio.

En la localidad de Temperley (Partido de Lomas de Zamora, Buenos Aires) una calle lleva su nombre (Y una de sus calles próximas paralelas lleva el nombre de José Neglia). 

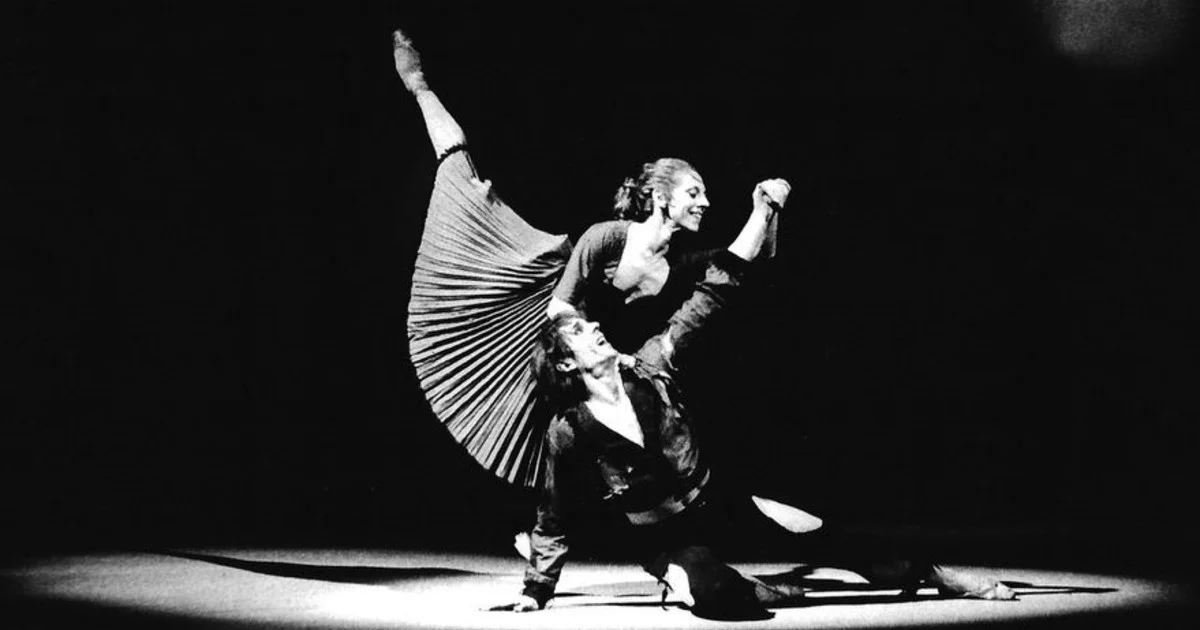
Norma Fontenla y Jose Neglia

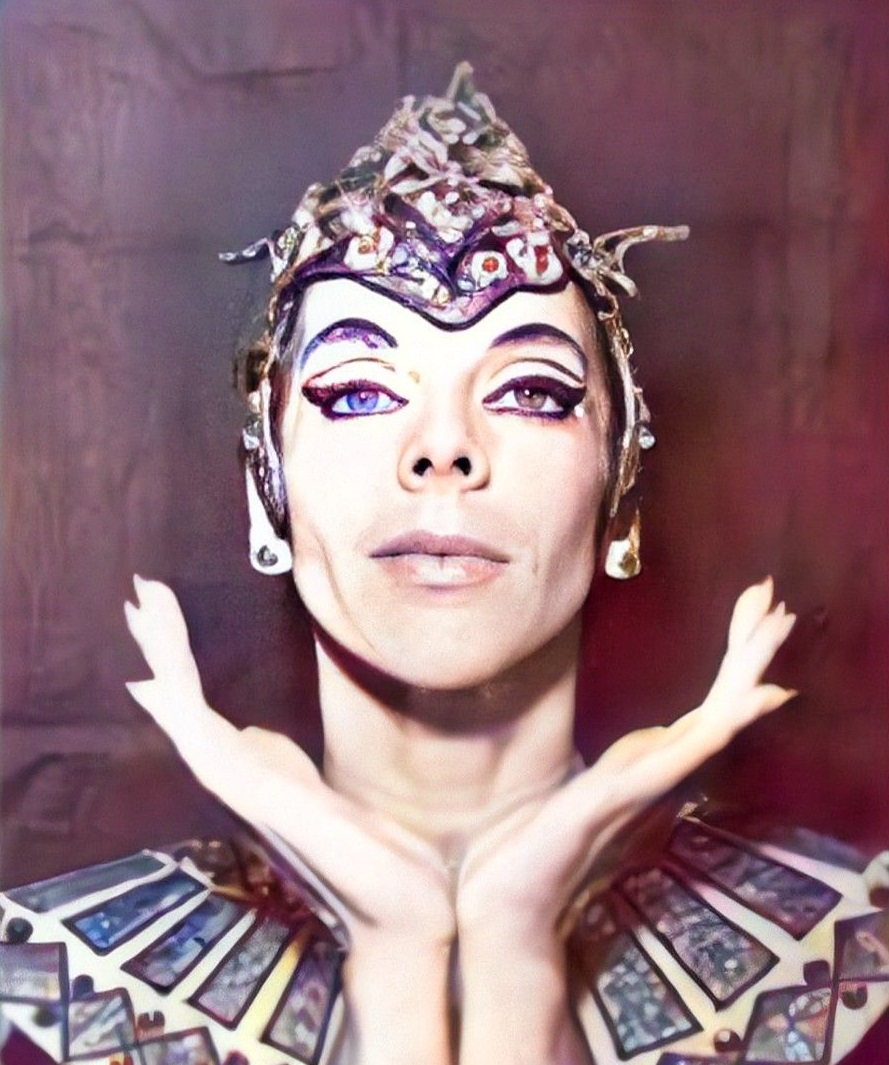
Norma Fontenla